# Margaret Collins Weitz
Pour les articles homonymes, voir Collins et Weitz.
Margaret Collins Weitz, née le 24 mai 1929 et  morte le 23 mai 2025, est une historienne et professeure d'université américano-britannique, spécialiste de la culture française et des femmes françaises. Elle mène des recherches sur le rôle de ces dernières dans l'histoire, notamment durant la Résistance.
Elle est principalement connue pour sa monographie Sisters in the Resistance, parue en 1995 et traduite en plusieurs langues. Pionnier sur le sujet, l'ouvrage réunit une centaine de témoignages de résistantes.
Margaret Collins Weitz enseigne à Harvard dans les années 1970, puis à l'université Suffolk jusqu'en 2002, où elle est présidente du département en sciences humaines et langues vivantes.

## Biographie

### Études
Margaret Collins Weitz étudie à la St. Ursula Academy (en) à Toledo en Ohio jusqu'en 1947, à l'université de Toledo de 1947 à 1952 et enfin à l'université d'État de l'Ohio, où elle obtient un baccalauréat ès arts en sciences humaines en 1953. Elle travaille ensuite comme assistante d’enseignement au département de langues romanes.
Elle obtient une bourse Fulbright en 1954, qui lui permet d'aller étudier deux ans en France, d'abord à l'université de Poitiers, puis à celle d'Aix-Marseille en littérature et civilisation américaine. De retour dans son pays natal, elle passe un master M.A. en littérature et langues romanes à l'université d'État de l'Ohio en 1958. Parallèlement, de 1956 à 1959, elle est assistante d'enseignement dans son département d'études. Elle poursuit sa carrière comme lecturer puis instructor au département de littérature comparée, fonctions qu'elle occupe de 1961 à 1969.

### Carrière
Après s'être marié au philosophe Morris Weitz, rencontré à l'université d'État de l'Ohio, Margaret Collins Weitz emménage à proximité de Boston. Elle s'inscrit à Harvard, où elle obtient en 1975 son doctorat Ph.D., toujours en littérature et langues romanes. Pendant cinq ans, elle enseigne à Harvard, dans les départements de langues et de littérature romanes, de littérature comparée, d'anglais et de sciences humaines. Elle est aussi tutrice à l'Eliot House (en). Elle devient veuve en 1981.
La carrière de Margaret Collins Weitz se poursuit pendant dix-huit ans l'université Suffolk, située à Boston. Elle l'intègre en 1984 en tant qu'associate professor en sciences humaines et langues vivantes. Par deux fois, de 1984 à 1994 et de 1999 à 2000, elle est présidente de son département,. Elle devient professeure émérite,.
Au cours de ses recherches, Margaret Collins Weitz étudie la civilisation, la culture et la littérature française, et plus particulièrement les femmes. Elle travaille également sur l'histoire intellectuelle.
Elle est membre de la Shakespeare Institute and other Francophone, de la French Library and Cultural Center of Boston et de la Boston/Strasbourg Sister City Association.
Elle prend sa retraite en 2002 mais enseigne occasionnellement, durant les années qui suivent, sur les campus de Suffolk à Boston, Dakar (Sénégal) ou Prague (Tchéquie).

## Travail sur les femmes de la Résistance
Avec Margaret W. Rossiter, Margaret Collins Weitz est l'une des rares historiennes à avoir dédié une monographie entière à l'étude des femmes dans la Résistance, et est, avec Rossiter et Paula Schwartz, une des pionnières sur ce sujet. Toutes trois américaines, elles publient leurs premières études de la fin des années 1980 au milieu des années 1990.

### OuvrageSisters in the Resistance
Margaret Collins Weitz contribue, avec son ouvrage Sisters in the Resistance: how women fought to free France, 1940-1945 publié en 1995, à la visibilité des femmes ayant contribué à la Résistance, dont elle considère la participation comme sous-évaluée,. Il est le résultat d'un long travail de recherche débuté au cours de la décennie précédente. Elle mène pour cela des entretiens approfondis avec quatre-vingt femmes ayant participé à des actions résistantes — parmi elles, Lucie Aubrac et Geneviève de Gaulle-Anthonioz —, dont certaines n'avaient jamais témoigné publiquement auparavant,, ; elle écrit qu'« il faut, de toute urgence, enregistrer la déposition des acteurs », d'autant plus que certains mouvements clandestins n'ont pas laissé de sources écrites. Dans sa monographie, elle joint à ces témoignages d'autres recueillis antérieurement, la plupart par Marie Granet,. Elle écrit aussi sur la participation des femmes à la collaboration et décrie le peu de documentation disponible ; elle est, une seconde fois, une des premières à réaliser ce travail.
Traduit en français dès 1996 par Jean-François Gallaud, Sisters in the Resistance est dans l'édition française préfacé par Lucie Aubrac. Trois ans plus tôt, Margaret Collins Weitz avait déjà préfacée la traduction en anglais de l'autobiographie d'Aubrac, Ils partiront dans l'ivresse : Lyon, mai 43, Londres, février 44 (1984).

### Contenu
L'effacement des femmes de l'histoire de la Résistance, s'explique, selon Margaret Collins Weitz, en partie par les tâches qui leur étaient attribuées, qui sont une extension des responsabilités féminines traditionnelles ; Weitz cite en exemple les travaux de secrétaire, d'agent de liaison, ou d'hôtesse de clandestins. Leur participation aux sabotages et à la lutte armée, est, toujours d'après Weitz, exceptionnelle. Aussi, même si les femmes s'engagent avec des revendications d'autonomie féminine et dans un processus de résistance à une occupation masculine, par des moyens qui leur sont traditionnellement interdits, Weitz avance que la Résistance ne leur a pas permis d'avancée dans leur condition et qu'il faut attendre Mai 68, une vingtaine d'années plus tard, pour observer une émancipation plus importante.
Dans leurs entretiens, les résistantes interrogées racontent les origines de leurs engagements, quelles actions elles ont effectuées, la répression qu'elles ont pu subir, leur retour à la vie civile après la guerre, ainsi que leurs relations et les réactions de leur entourages,. Weitz remarque des témoignages parfois contradictoires à propos d'un même évènement. Elle peine à obtenir des réponses sur les questions de sexualité, et plus particulièrement de harcèlement sexuel. Les archives audio de ces entretiens sont conservées par l'université Suffolk.
Sur la base des témoignages, elle interprète également que les femmes étaient moins susceptibles de parler sous la torture, qu'elles s'adaptaient mieux à la vie clandestine et étaient plus flexibles, plus imaginatives et avec un meilleur esprit d'initiative dans leurs actions, à l'inverse des hommes, plus respectueux d'un comportement social codifié,.

## Distinctions
- Officière de l'ordre des Palmes académiques, en 1991, pour sa promotion de la culture française[2]
- Chevalière de l'ordre national du Mérite, en 2003, pour sa promotion des relations entre les États-Unis et la France[2]

Margaret Wietz est récipiendaire de trois distinctions de l'université Suffolk : professeur de l'année Phi Alpha Theta (en) en 1987, l'Intercultural Initiatives Award en 1993 et l'Heritage Medallion en 2005, trois ans après qu'elle est mis fin à sa carrière.

## Publications

### Audio
- avec Judith G. Frommer, Femmes et métiers, Audio-Forum, 1978Trois cassettes audio en français, 103 minutes. Entretiens avec Danielle Delfour, dentiste, Corinne Monod, secrétaire, et Anne-Marie Bailly, infirmière.
- avec Judith G. Frommer, Femmes et métiers, Jeffrey Norton Publishers, 1979Trois cassettes audio en français, 135 minutes. Entretiens avec Josette Benoîte, femme politique, Elisabeth Hoche, ingénieure, et Dominique Dupuis, directrice commerciale.

### Ouvrages
- (en) avec Margaret Randolph Higonnet (en), Jane Jenson et Sonya Michel, Behind the lines: gender and the two world wars, New Haven London, Yale University Press, 1987, 387 p. (ISBN 978-0-3000-4429-4)Compte-rendu d'un colloque tenu à Harvard en 1984[7].
- (en) Femmes: recent writings on French women, Boston, G.K. Hall, coll. « Women's studies publications », 1985, 245 p. (ISBN 978-0-8161-8675-4)
- (en) Sisters in the Resistance: how women fought to free France, 1940-1945, New York, J. Wiley, 1995 (ISBN 978-0-4711-2676-8)Traduit en français sous le titre Les Combattantes de l'ombre : Histoire des femmes dans la Résistance par Jean-François Gallaud en 1996, avec une préface de Lucie Aubrac[13].

### Sous sa direction
- (en) Celebrating human rights : papers from the Bicentennial Symposium on Human Rights, Boston, College of Liberal Arts and Sciences, Suffolk University, 1990, 82 p.
- (en) Mémoire et oubli: women of the French resistance, Mont Bozeman, Contemporary French civilization (no 1, volume 18), 1994, 111 p.
- (en) Morris Weitz, Shakespeare, philosophy, and literature : essays, New York, P. Lang, coll. « New studies in aesthetics » (no 10), 1995, 182 p. (ISBN 978-0-8204-1679-3)